# Welsh voetbalelftal in 2010
Het Welsh voetbalelftal speelde in totaal zes interlands in het jaar 2010, waaronder drie wedstrijden in de kwalificatiereeks voor de EK-eindronde 2012 in Polen en Oekraïne. De selectie stond voor het zesde opeenvolgende jaar onder leiding van bondscoach John Toshack. Hij stapte op na de 1-0 nederlaag tegen Montenegro op 3 september en werd vervangen door interim-coach Brian Flynn, die de laatste twee duels van het jaar (tegen achtereenvolgens Bulgarije en Zwitserland) voor zijn rekening nam. Op de FIFA-wereldranglijst duikelde Wales in 2010 van de 77ste (januari 2010) naar de 112de plaats (december 2010).

## Balans
| Wedstrijden | Wedstrijden | Wedstrijden | Wedstrijden | Doelpunten | Doelpunten | Doelpunten | Punten |
| Gespeeld    | Winst       | Gelijk      | Verlies     | Voor       | Tegen      | Saldo      | Punten |
| ----------- | ----------- | ----------- | ----------- | ---------- | ---------- | ---------- | ------ |
| 6           | 1           | 0           | 5           | 6          | 10         | –4         | 0.333  |

## Interlands
|                                                              |       |                    |        |                                                                               |
| 3 maart Vriendschappelijk № 577 «onderlinge duels» 19:45 uur | Wales | 0 – 1              | Zweden | Liberty Stadium, Swansea Toeschouwers: 8.258 Scheidsrechter: Alan Black (NIR) |
| 3 maart Vriendschappelijk № 577 «onderlinge duels» 19:45 uur |       | 44' Johan Elmander |        | Liberty Stadium, Swansea Toeschouwers: 8.258 Scheidsrechter: Alan Black (NIR) |

|                                                             |                                   |       |       |                                                                              |
| 23 mei Vriendschappelijk № 578 «onderlinge duels» 19:00 uur | Kroatië                           | 2 – 0 | Wales | Gradski vrt, Osijek Toeschouwers: 15.000 Scheidsrechter: Slavko Vinčić (SLO) |
| 23 mei Vriendschappelijk № 578 «onderlinge duels» 19:00 uur | Ivan Rakitić 45' Drago Gabrić 81' |       |       | Gradski vrt, Osijek Toeschouwers: 15.000 Scheidsrechter: Slavko Vinčić (SLO) |

|                                                                  |                                                                                               |       |                  |                                                                                        |
| 11 augustus Vriendschappelijk № 579 «onderlinge duels» 19:45 uur | Wales                                                                                         | 5 – 1 | Luxemburg        | Parc-Y-Scarlets, Llanelli Toeschouwers: 4.904 Scheidsrechter: Mattias Gestranius (FIN) |
| 11 augustus Vriendschappelijk № 579 «onderlinge duels» 19:45 uur | David Cotterill 35' Joe Ledley 47' (pen.) Andy King 55' Ashley Williams 78' Craig Bellamy 82' |       | 44' Joël Kitenge | Parc-Y-Scarlets, Llanelli Toeschouwers: 4.904 Scheidsrechter: Mattias Gestranius (FIN) |

|                                                                |                   |       |       |                                                                                            |
| 3 september EK-kwalificatie № 580 «onderlinge duels» 18:30 uur | Montenegro        | 1 – 0 | Wales | Stadion Pod Goricom, Podgorica Toeschouwers: 7.442 Scheidsrechter: Anastasios Kakkos (GRE) |
| 3 september EK-kwalificatie № 580 «onderlinge duels» 18:30 uur | Mirko Vučinić 30' |       |       | Stadion Pod Goricom, Podgorica Toeschouwers: 7.442 Scheidsrechter: Anastasios Kakkos (GRE) |

|                                                              |       |                  |           |                                                                                         |
| 8 oktober EK-kwalificatie № 581 «onderlinge duels» 19:30 uur | Wales | 0 – 1            | Bulgarije | Cardiff City Stadium, Cardiff Toeschouwers: 14.061 Scheidsrechter: Jonas Eriksson (SWE) |
| 8 oktober EK-kwalificatie № 581 «onderlinge duels» 19:30 uur |       | 48' Ivelin Popov |           | Cardiff City Stadium, Cardiff Toeschouwers: 14.061 Scheidsrechter: Jonas Eriksson (SWE) |

|                                                               |                                                                              |       |                 |                                                                              |
| 12 oktober EK-kwalificatie № 582 «onderlinge duels» 19:30 uur | Zwitserland                                                                  | 4 – 1 | Wales           | St. Jakob-Park, Bazel Toeschouwers: 26.000 Scheidsrechter: Alain Hamer (LUX) |
| 12 oktober EK-kwalificatie № 582 «onderlinge duels» 19:30 uur | Valentin Stocker 9' Marco Streller 21' Gökhan Inler 82' Valentin Stocker 89' |       | 13' Gareth Bale | St. Jakob-Park, Bazel Toeschouwers: 26.000 Scheidsrechter: Alain Hamer (LUX) |

## FIFA-wereldranglijst
| JAN | FEB | MAR | APR | MEI | JUN | JUL | AUG | SEP | OKT | NOV | DEC |
| --- | --- | --- | --- | --- | --- | --- | --- | --- | --- | --- | --- |
| 77  | 76  | 77  | 75  | 77  | 77  | 84  | 84  | 85  | 104 | 111 | 112 |

## Statistieken
| Wayne Hennessey   | 1987-01-24 | Wolverhampton W.     | 5 | 1 | 0 |    |    |
| Boaz Myhill       | 1982-11-09 | West Bromwich Albion | 1 | 2 | 0 |    |    |
| Verdediging       |            |                      |   |   |   |    |    |
| Ashley Williams   | 1984-08-23 | Swansea City         | 6 | 0 | 1 |    |    |
| Chris Gunter      | 1989-07-21 | Nottingham Forest    | 5 | 0 | 0 |    |    |
| James Collins     | 1983-08-23 | Aston Villa FC       | 4 | 0 | 0 |    |    |
| Sam Ricketts      | 1981-10-11 | Bolton Wanderers     | 4 | 0 | 0 |    |    |
| Craig Morgan      | 1985-06-16 | Preston North End    | 3 | 1 | 0 |    |    |
| Danny Collins     | 1980-08-06 | Stoke City           | 2 | 0 | 0 |    |    |
| Lewin Nyatanga    | 1988-08-18 | Bristol City         | 1 | 1 | 0 |    |    |
| Darcy Blake       | 1988-12-13 | Cardiff City         | 1 | 0 | 0 |    |    |
| Christian Ribeiro | 1989-12-14 | Bristol City         | 0 | 2 | 0 |    |    |
| Neal Eardley      | 1988-11-06 | Blackpool FC         | 0 | 1 | 0 |    |    |
| Neil Taylor       | 1989-02-07 | Swansea City         | 0 | 1 | 0 |    |    |
| Middenveld        |            |                      |   |   |   |    |    |
| David Vaughan     | 1983-02-18 | Blackpool FC         | 4 | 1 | 0 |    |    |
| Gareth Bale       | 1989-07-16 | Tottenham Hotspur    | 4 | 0 | 1 |    |    |
| David Edwards     | 1986-02-03 | Wolverhampton W.     | 4 | 0 | 0 |    |    |
| Joe Ledley        | 1987-01-23 | Celtic               | 3 | 0 | 1 |    |    |
| Brian Stock       | 1981-12-24 | Doncaster Rovers     | 2 | 0 | 0 |    |    |
| Andy King         | 1988-10-29 | Leicester City       | 1 | 2 | 1 |    |    |
| Andrew Crofts     | 1984-05-29 | Norwich City         | 1 | 2 | 0 |    |    |
| David Cotterill   | 1987-12-04 | Portsmouth FC        | 1 | 1 | 1 |    |    |
| Jack Collison     | 1988-10-02 | West Ham United      | 1 | 0 | 0 |    |    |
| Simon Davies      | 1979-10-23 | Fulham FC            | 1 | 0 | 0 |    |    |
| Andy Dorman       | 1982-05-01 | Crystal Palace       | 1 | 0 | 0 |    |    |
| Hal Robson-Kanu   | 1989-05-21 | Reading FC           | 0 | 2 | 0 |    |    |
| Mark Bradley      | 1988-01-14 | Rotherham United     | 0 | 1 | 0 |    |    |
| Shaun MacDonald   | 1988-06-17 | Yeovil Town          | 0 | 1 | 0 | 1  | 0  |
| Aanval            |            |                      |   |   |   |    |    |
| Simon Church      | 1988-12-10 | Reading FC           | 3 | 2 | 0 |    |    |
| Steve Morison     | 1983-08-29 | Millwall FC          | 3 | 1 | 0 |    |    |
| Robert Earnshaw   | 1981-04-06 | Nottingham Forest    | 2 | 2 | 0 |    |    |
| Craig Bellamy     | 1979-07-13 | Cardiff City         | 2 | 0 | 1 | 60 | 18 |
| Chedwyn Evans     | 1988-12-28 | Sheffield United     | 1 | 0 | 0 |    |    |
| Sam Vokes         | 1989-10-21 | Wolverhampton W.     | 0 | 2 | 0 |    |    |

FAW · A-internationals · Bondscoaches · Statistieken · Welsh vrouwenelftal · Brits olympisch elftal · Wales U21 · Wales U20 · Wales U19 · Wales U18 · Wales U17 · Wales U16
1876 – 1899 ·
1900 – 1919 ·
1920 – 1929 ·
1930 – 1939 ·
1940 – 1949 ·
1950 – 1959 ·
1960 – 1969 ·
1970 – 1979 ·
1980 – 1989 ·
1990 – 1999 ·
2000 – 2009 ·
2010 – 2019 ·
2020 − 2029
EK 2016 · 
EK 2020
WK 1958
1876 · 
1877 · 
1878 · 
1879 · 
1880 · 
1881 · 
1882 · 
1883 · 
1884 · 
1885 · 
1886 · 
1887 · 
1888 · 
1889 · 
1890 · 
1891 · 
1892 · 
1893 · 
1894 · 
1895 · 
1896 · 
1897 · 
1898 · 
1899 · 
1900 · 
1901 · 
1902 · 
1903 · 
1904 · 
1905 · 
1906 · 
1907 · 
1908 · 
1909 · 
1910 · 
1911 · 
1912 · 
1913 · 
1914 · 
1915 · 1916 · 1917 · 1918 · 1919 · 
1920 · 
1921 · 
1922 · 
1923 · 
1924 · 
1925 · 
1926 · 
1927 · 
1928 · 
1929 · 
1930 · 
1931 · 
1932 · 
1933 · 
1934 · 
1935 · 
1936 · 
1937 · 
1938 · 
1939 · 
1940 · 1941 · 1942 · 1943 · 1944 · 1945 · 
1946 · 
1947 · 
1948 · 
1949 · 
1950 · 
1952 · 
1952 · 
1953 · 
1954 · 
1955 · 
1956 · 
1957 · 
1958 · 
1959 · 
1960 · 
1961 · 
1962 · 
1963 · 
1964 · 
1965 · 
1966 · 
1967 · 
1968 · 
1969 · 
1970 · 
1971 · 
1972 · 
1973 · 
1974 · 
1975 · 
1976 · 
1977 · 
1978 · 
1979 · 
1980 · 
1981 · 
1982 · 
1983 · 
1984 · 
1985 · 
1986 · 
1987 · 
1988 · 
1989 · 
1990 · 
1991 · 
1992 · 
1993 · 
1994 · 
1995 · 
1996 · 
1997 · 
1998 · 
1999 · 
2000 · 
2001 · 
2002 · 
2003 · 
2004 · 
2005 · 
2006 · 
2007 · 
2008 · 
2009 · 
2010 · 
2011 · 
2012 · 
2013 · 
2014 · 
2015 · 
2016 · 
2017 ·
2018 ·
2019 ·
2020 ·
2021 ·
2022 ·
2023
Albanië ·
Andorra ·
Argentinië ·
Armenië ·
Australië ·
Azerbeidzjan ·
België ·
Bosnië en Herzegovina ·
Brazilië ·
Bulgarije ·
Canada ·
Chili ·
China ·
Costa Rica ·
Cyprus ·
DDR ·
Denemarken ·
Duitsland ·
Engeland ·
Estland ·
Faeröer ·
Finland ·
Frankrijk ·
Georgië ·
Gibraltar ·
Griekenland ·
Hongarije ·
Ierland ·
IJsland ·
Iran ·
Israël ·
Italië ·
Jamaica ·
Japan ·
Joegoslavië ·
Kazachstan ·
Koeweit ·
Kroatië ·
Letland ·
Liechtenstein ·
Luxemburg ·
Malta ·
Mexico ·
Moldavië ·
Montenegro ·
Nederland ·
Nieuw-Zeeland ·
Noord-Ierland ·
Noord-Macedonië ·
Noorwegen ·
Oekraïne ·
Oostenrijk ·
Panama ·
Paraguay ·
Polen ·
Portugal · 
Qatar ·
Roemenië ·
Rusland ·
San Marino ·
Saoedi-Arabië ·
Schotland ·
Servië ·
Servië en Montenegro ·
Slovenië ·
Slowakije ·
Sovjet-Unie ·
Spanje ·
Trinidad & Tobago ·
Tsjechië ·
Tsjecho-Slowakije ·
Tunesië ·
Turkije ·
Uruguay ·
Verenigde Staten ·
Wit-Rusland ·
Zuid-Korea ·
Zweden ·
Zwitserland
Engeland (2016) · 
Denemarken (2021) · 
Italië (2021) · 
Rusland (2016) ·
Slowakije (2016) · 
Turkije (2021) · 
Zwitserland (2021)